# Дефиниции за математика
Дефиниция за математиката и нейния предмет е сериозен проблем на философията на математиката. Съществуват редица определения за предмета на тази наука, но нито едно от тях не е общоприето (освен шеговитата, но доста точна дефиниция, че математиката е това, с което математиците се занимават, когато са на работа).
Най-общо казано, математиката представлява съвкупността от знания, отнасящи се до идеите за количествените отношения, строежа (структурата), пространството и промяната на дадени системи. Математика се нарича още науката, която се занимава с проблемите, възникващи при изследването на горепосочените понятия и връзките между тях. Един от първите изследователи на философията на математиката, американският математик Бенджамин Пърс, я определя като „науката, която (се стреми да) съставя необходими заключения“. Друго схващане за математиката е това, че тя е наука за базовите закономерности (модели) в Природата като цяло, било то реални или мисловно формулирани.
Работата на математиците е да изучават вече зададени теории и да търсят чисто нови модели в областта на числата, време-пространството, философията, компютърните структури и т.н. Основно математиците изследват дадени научни постановки в някоя от тези области, като се стремят да формулират нови догадки (наричани хипотези), които по-подробно, по-ясно да обяснят зависимостите в съответната наука. След като се съчинят достатъчно хипотези, се работи над това да се установи тяхната достоверност, следвайки правилата на математическата логика. По повод този подход френската математичка Клер Войси казва, че „има една творческа гонитба в математиката, която се свежда до това напредъкът да обясни себе си“.
Когато на даден етап успешно се състави „достатъчно“ пълен математическия модел на някакво природно или мисловно явление и се докаже неговата логическа достоверност, математиците могат да използват този модел, за да предвиждат бъдещето развитие на изследваното събитие. Важно е да се отбележи, че не всеки логически издържан модел е нужно да се окаже опитно издържан, т.е. всеки експеримент да съответства (с точност до статистическа грешка) на направените въз основа дадения модел предположения. По тази причина се прави неписано разграничение между математика и физика, където първата се отнася до изследването на всякакви, включително напълно абстрактни, феномени, докато втората наука изучава преобладаващо „действителни“ природни събития.
Математическият апарат се използва в разнообразни дялове на живота. Тя съставя основите на природните науки и инженерството и се използва още в медицината, финансите и социалните науки. Въз основа на това каква насоченост има, математиката може да се раздели на чиста и приложна.
Едно определение на математиката гласи, че тя е наука за пространствените форми и количествените съотношения. То е непълно, понеже свежда математиката само до класическата геометрия и числовата алгебра. Извън него остават голям брой области на съвременната математика, например теорията на групите. Независимо от този съществен недостатък, определението правилно посочва двете основни идеи, от които математиката е получила своето начало – идеята за количество и идеята за пространствена форма (конкретизирани съответно от понятията за число и за геометрична фигура). Тези идеи са основни за математиката, наред с някои други, не по-малко важни, възникнали в процеса на нейното историческо развитие – като идеята за структура и идеята за промяна. Последните са философски понятия, но в математиката те получават специфична интерпретация поради връзката си с първите две идеи. Идеята за промяна се свързва с идеята за количество и така ударението пада най-вече върху скоростта на изменение и натрупването на измененията – две представи, поначало интуитивни, получили впоследствие ясен израз в математическите понятия производна и интеграл. Идеята за структура дава тласък на редица съвременни математически дисциплини, но все пак обектите, изучавани в тях, най-често наподобяват по свойства числата или геометричните фигури. Например в т. нар. абстрактна алгебра се разглеждат обекти, които не са числа, но все пак техните свойства са аналогични на свойствата на числата; а в топологията се разглеждат и пространства, много различни от пространството, в което живеем, но самото им разпознаване като такива намира основание в някои свойства, аналогични на свойствата на пространството, което възприемаме със сетивата си.
Непълнотата на цитираното по-горе определение не може да бъде отстранена чрез съставяне на списък от математически дисциплини, тъй като този списък се променя постоянно: в математиката непрекъснато възникват нови направления.
Липсата на такова определение обаче не е пречка за самата математика. Математическият начин на разсъждение има специфичен характер, който трудно се поддава на изчерпателно определение, но е добре познат на всеки, който се е занимавал с математика. Ето защо въпреки липсата на формално определение математиката е лесно разпознаваема: независимо от външните различия между нейните дялове, съществува дълбока вътрешна връзка между тях. Не е рядкост едно математическо разсъждение да съдържа знания от няколко математически дисциплини.
Отличителен признак на математиката е нейната логическа строгост: тя борави с точно дефинирани понятия и сигурно доказани твърдения. Математическите определения са изчерпателни: те съдържат необходимите и достатъчни условия, при които някой обект може да бъде причислен към обема на определяемото понятие. Поради това си качество математическите понятия са годни за съставяне на математически твърдения, чийто смисъл е напълно ясен. Затова истинността на тези твърдения може да бъде проверявана така, че получените заключения да бъдат абсолютно сигурни. Математическите твърдения, веднъж доказани, се намират отвъд всяко възможно съмнение. Това отличава математиката както от естествените, така и от хуманитарните науки, чиито твърдения могат да бъдат доказани най-много отвъд всяко разумно съмнение, но не и отвъд всяко съмнение изобщо.
Казаното обяснява фундаменталната роля на доказателството в математиката. Като всяка наука, и математиката се развива, което включва между другото и съществуването на нерешени въпроси. Но в математиката има съвсем ясно разграничение между хипотези (т.е. твърдения, които може да звучат правдоподобно, но все още не са доказани, следователно тяхната истинност, дори да е много вероятна, все пак не е напълно сигурна) и теореми (т.е. твърдения, които са доказани строго, и затова истинността им повече не подлежи на съмнение).
Освен установяването на истинността на твърденията, доказателството има още една функция: с негова помощ се изследват връзките между твърденията. В тази си роля доказателството също е незаменим инструмент за математиката, тъй като нейният предмет включва не само математическите истини, но и техните взаимовръзки. Например математиците често търсят различни доказателства за една и съща теорема: не за да бъдат по-сигурни в нейната истинност (за тази цел е достатъчно и едно доказателство), а за да осветлят теоремата от различни гледни точки. Затова доказателството лежи в сърцевината на математиката.
При все това математиката не е наука за доказателството; такава наука е логиката. Между тези две науки има много силна връзка, но все пак те не съвпадат, тъй като се различават по своя предмет.
От друга страна, въпреки че математиката ясно се различава от естествените и хуманитарните науки, тя има връзка и с тях. Тази връзка се определя от наличието на математически свойства и закономерности в действителността. На практика, всеки обект притежава някакви математически свойства, поради което математиката намира широко приложение както в ежедневието, така и в другите науки. Някои природни науки, например физиката, са силно математизирани. В други науки (най-вече социалните) математиката намира по-слабо приложение. Все пак някои математически дисциплини, например статистиката, имат почти универсална приложимост.
Въз основа на насоката на своите изследвания математиката традиционно се дели на чиста и приложна. Приложната математика решава проблеми, поставени от практиката и от други науки. Чистата математика се занимава с проблеми, поставени от развитието на самата математика. Това деление е до голяма степен условно: чистата математика създава много от методите, използвани в приложната математика, а приложната математика е източник на идеи, които дават тласък за развитието на чистата математика.